# 마린시티자이
마린시티자이(영어: Marine City Xi)는 대한민국 부산광역시 해운대구 우동에 완공된 고층 주상복합 아파트이다. 2015년에 착공하였고 2016년에 분양이 완료되었다. 같은 해에 착공하여 2019년 10월에 완공되었다. 지상 49층, 지하 6층으로 구성되어 있고 총 258세대다. 평수는 중형 평수인 33평과 35평으로만 구성되어 있다.

## 역사
2015년 7월 10일에 건축허가가 났다. 같은 해 12월 30일에 착공하였다. 착공 후 2016년에 분양이 완료되었다. 이후 커튼월처럼 보이는 커튼월룩으로 지어졌다. 2019년 마린시티자이 상가가 분양되고 분양이 완료되었다. 9월 완공 후 10월에 개장했다. 10월 10일에 사용승인되었다.

## 갤러리

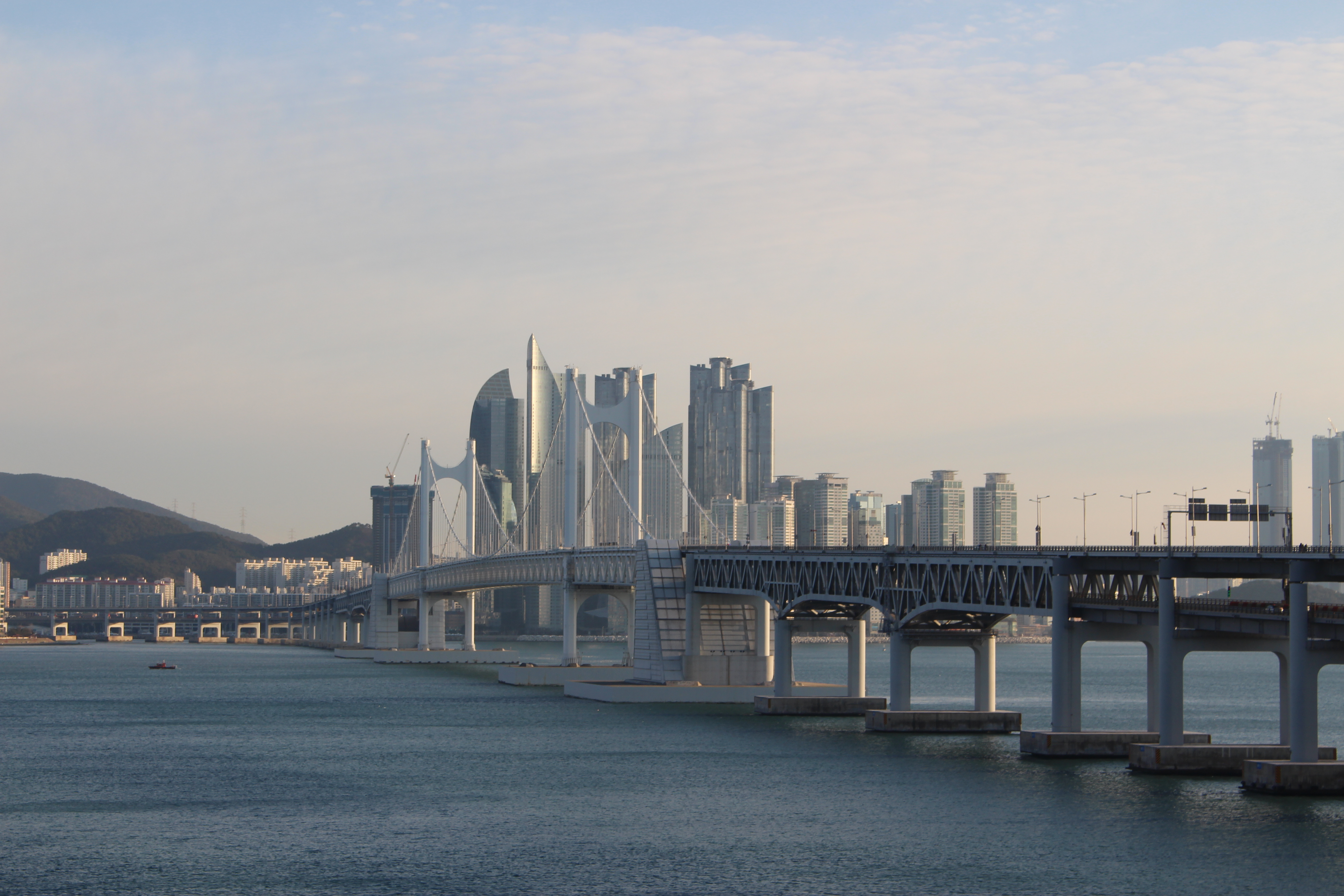

## 높이
높이는 162m이다. 완공 당시 높은 아파트가 되었다. 2019년에 높이 160m 이상인 아파트가 들어서는 것이다. 주변에 있는 고층 건물들을 봐도 이 건물이 낮다. 지상 49층 랜드마크가 설계되었다. 아파트가 5층부터 시작된다. 아파트에 들어가려면 5층 이상에 들어가야 한다. 스카이가든에 들어가고 싶으면 최상층인 지상 49층에 도착하면 된다.

## 특징
커튼월처럼 보이는 커튼월룩이다. 지상 49층 랜드마크가 설계되었고 커튼월룩 디자인을 했다. 인텔리전트 시스템인데 스마트라이프가 더 편리하다. 국내 최대 아파트 전자책 도서관이 있다. 원격시스템이 적용되어 있다. 24시간 절약하고 생활의 안전이고 편리하고 혁신적인 주저공간을 설계하였다. 엘리베이터에는 호출하고 원패스 시스템이 있다. 승강기에는 버튼이 있고 연결이 가능하다. 지하주차장에는 LED 등기구가 있다.

## 내부 시설
다음은 마린시티자이의 내부 시설이다.
| 층수                | 시설                                             |
| ------------------- | ------------------------------------------------ |
| 49층                | 스카이가든                                       |
| 21층 ~ 48층         | 아파트                                           |
| 20층                | 피난안전구역, 중간기계실                         |
| 5층 ~ 19층          | 아파트, 테라스(5층)                              |
| 4층                 | 오션뷰가든, 시크릿가든, 자이안센터, 커뮤니티센터 |
| 2층 ~ 3층           | 근린생활시설                                     |
| 1층                 | 로비, 엘리시안가든, 근린생활시설                 |
| 지하 6층 ~ 지하 1층 | 지하주차장                                       |

## 같이 보기
- 부산광역시의 마천루 목록